# クバーナ航空310便墜落事故
クバーナ航空310便墜落事故（クバーナこうくう310びんついらくじこ）は、1999年12月25日に発生した航空事故である。ホセ・マルティ国際空港からシモン・ボリバル国際空港へ向かっていたクバーナ航空310便（ヤコヴレフ Yak-42D）がカラボボ州ベフマに墜落し、乗員乗客22人全員が死亡した。

## 事故機
事故機のヤコヴレフ Yak-42D（CU-T1285）は製造番号	4520424914068として製造され、1991年に初飛行した機体であった。

## 事故の経緯
310便はキューバのホセ・マルティ国際空港からベネズエラのシモン・ボリバル国際空港へと向かう便であった。しかし、土砂崩れと洪水のためベネズエラのアルトゥーロ・ミチェレーナ国際空港にダイバートすることになった。その後、310便は40分程滞空した。
310便は空港の管制と交信し、高度8,000フィート（2,400m）から4,000フィート（1,200m）まで降下して進入の準備をしていると報告した。その後、310便は現地時間20時18分（UTC12月26日0時48分）にサン・ルイスの丘に墜落し、乗員乗客22人全員が死亡した。

## 犠牲者
犠牲者の国籍は以下の通り。
| 国籍       | 乗客 | 乗員 | 合計 |
| ---------- | ---- | ---- | ---- |
| キューバ   | 4    | 12   | 16   |
| ベネズエラ | 4    | 0    | 4    |
| オランダ   | 2    | 0    | 2    |
| 合計       | 10   | 12   | 22   |